# Йотація
Йотація — поява звука [j] («йота») перед голосним на початку слова або між голосними.
Протетичний [й] розвинувся перед початковими [а] та [е], а також перед ь (яблуко, йму, є, ягня) ще на праслов'янському ґрунті. В українській мові слова, які починаються на [а] та [е], крім сполучників, часток і вигуків, належать не до споконвічних слов'янських, а до пізніших запозичень з інших мов: атом, автор, арик, ера, епоха, ескадрон.
Епентетичний [й] між голосними розвинувся в іншомовних словах ([радійо, тійатер, фійалка]) у говорах української мови